# 安田祥子 (アニメーター)
安田 祥子（やすだ しょうこ）は、日本の女性アニメーター、キャラクターデザイナー。

## 経歴・人物
東京アニメーションカレッジ専門学校総合学科アニメプロデュースコース 第2期卒業。在学中にグループ制作のアニメ君の詞（きみのことば）で監督を務めたこともある。

## 主な参加作品

### テレビアニメ
2014年
- 暁のヨナ - 作画監督（#3）
- エスカ&ロジーのアトリエ 〜黄昏の空の錬金術士〜 - 作画監督（#11）
- カードファイト!! ヴァンガード レギオンメイト編 - 作画監督（#166）
- ノブナガ・ザ・フール - 作画監督（#12・#18）

2015年
- 銃皇無尽のファフニール - キャラクターデザイン・総作画監督（OP・ED・全話）
- ご注文はうさぎですか?? - 作画監督（#3・#11）
- To LOVEる -とらぶる- ダークネス 2nd - 作画監督（#4）
- アクエリオンロゴス - 作画監督（#7・#15）
- 新妹魔王の契約者 BURST - 作画監督（#4）
- 六花の勇者 - 作画監督（#10）
- 戦姫絶唱シンフォギアGX - 作画監督（#4・#6）
- ヘヴィーオブジェクト - 作画監督（#7・#9）
- グリザイアの楽園 - 作画監督（#5・#8・#10）
- 監獄学園-プリズンスクール- - 作画監督（#3・#8・#10・#12・OVA）
- Dance with Devils - 作画監督（#6・#10）
- やはり俺の青春ラブコメはまちがっている。続 - 作画監督（#9・#11・#13）
- うたの☆プリンスさまっ♪ マジLOVEレボリューションズ - 作画監督（#11）
- 俺物語!! - 作画監督（#17）
- 美男高校地球防衛部LOVE! - 作画監督（#6）
- 食戟のソーマ - 作画監督補佐（#6）
- ダンジョンに出会いを求めるのは間違っているだろうか - 作画監督（#7）

2016年
- 坂本ですが? - 作画監督（#9）
- ハンドレッド - 作画監督（#1・#6・#9・#12）
- NORN9 ノルン+ノネット - 作画監督（#6）
- だがしかし - 作画監督（#1・#8）

2017年
- 銃娘:ガンガール - キャラクターデザイン・総作画監督
- 僕の彼女がマジメ過ぎる処女ビッチな件 - キャラクターデザイン・総作画監督・作画監督（OP・ED）
- メイドインアビス - 作画監督（#6・#9）
- サクラクエスト - 作画監督（#11・#15）
- Sin 七つの大罪 - キャラクターデザイン・総作画監督・作画監督（#5）
- ソード・オラトリア ダンジョンに出会いを求めるのは間違っているだろうか外伝 - 作画監督（#1・#7・#12）
- GRANBLUE FANTASY The Animation - 作画監督（#9・EX1）

2018年
- ハッピーシュガーライフ - キャラクターデザイン・総作画監督・作画監督（OP）
- 3D彼女 リアルガール - 総作画監督
- BANANA FISH - 作画監督（#16・#21）
- 少女☆歌劇 レヴュースタァライト - 作画監督（#2・#6・#9・#10）
- とある魔術の禁書目録 III - 作画監督（#3・#5・#6・#9・#13・#16・#17・#20・#24）

2019年
- GRANBLUE FANTASY The Animation Season 2 - 作画監督（#1・#3）
- 女子高生の無駄づかい - キャラクターデザイン・総作画監督・作画監督（ED）
- ３Ｄ彼女　リアルガール（第２シーズン） - 総作画監督
- どろろ - 作画監督（#19・#23）
- ダンジョンに出会いを求めるのは間違っているだろうかII - 作画監督（#2・#4・#9・#12）
- 賭ケグルイ×× - 作画監督（#10・#12）
- ワンパンマン - 第2期、作画監督（#17・#19・#20）

2020年
- SHOW BY ROCK!! ましゅまいれっしゅ!! - 作画監督（#6・#9・#10・#12）
- 少女☆歌劇 レヴュースタァライト ロンド・ロンド・ロンド - 総作画監督

2021年
- おしえて北斎! -THE ANIMATION- - キャラクター原案

2023年
- 実は俺、最強でした? - キャラクターデザイン
- わたしの幸せな結婚 - キャラクターデザイン・作画監督・総作画監督

2024年
- モブから始まる探索英雄譚 - キャラクターデザイン

2025年
- わたしの幸せな結婚 - 第2期、キャラクターデザイン
- 渡くんの××が崩壊寸前 - キャラクターデザイン・総作画監督・作画監督

### 劇場アニメ
- 劇場版 少女☆歌劇 レヴュースタァライト（2020年、総作画監督・デザイン協力）